# Van (Texas)
Van é uma cidade localizada no estado norte-americano do Texas, no Condado de Van Zandt.

## Demografia
Segundo o censo norte-americano de 2000, a sua população era de 2362 habitantes.
Em 2006, foi estimada uma população de 2598, um aumento de 236 (10.0%).

## Geografia
De acordo com o United States Census Bureau tem uma área de
7,7 km², dos quais 7,7 km² cobertos por terra e 0,0 km² cobertos por água. Van localiza-se a aproximadamente 172 m acima do nível do mar.

## Localidades na vizinhança
O diagrama seguinte representa as localidades num raio de 24 km ao redor de Van.